# Franz Rumpler

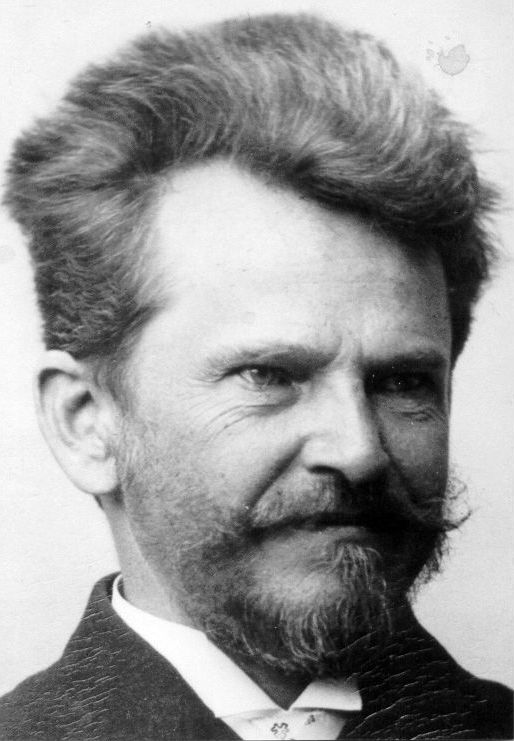
Franz Rumpler

Franz Rumpler (* 4. Dezember 1848 in Tachau, Kaisertum Österreich; † 7. März 1922 in Klosterneuburg) war ein österreichischer Genre-, Landschafts- und Porträtmaler sowie Ehrenbürger von Tachau.

## Leben
Rumpler war der Sohn des Bildschnitzers Johann Baptist Rumpler (1807–1876) und der Bruder des Holzbildhauers Johann Rumpler, der jüngere (1845–1918) in Tachau, dem heutigen Tachov in Tschechien. Er arbeitete zunächst bei seinem Vater. Mit 14 Jahren schnitzte er ein 10 cm hohes Bildnis, das seine Mutter am Spinnrad darstellte, mit 15 Jahren kam er zur Ausbildung nach Wien und erhielt im 3. Studienjahr den akademischen Rosenbaumpreis für ein Historienbild.
Mit finanzieller Unterstützung von Kardinal Fürst Friedrich zu Schwarzenberg besuchte er zunächst ab 1864 die Malervorbereitungsschule, dann ab 1865 die allgemeine Malerschule, und in den Jahren 1868 bis 1871 die Spezialschule für Historienmalerei unter der Leitung von Eduard von Engerth an der Wiener Akademie der bildenden Künste. Er unternahm anschließend bis 1879, teilweise gemeinsam mit Hans Makart, ausgedehnte Studienreisen in Italien (1871–1875) und Frankreich (1879). Rumpler wurde 1885 zum Professor der allgemeinen Malerschule an der Akademie ernannt und war ab dem 1. November 1898 Leiter einer Spezialschule für Historienmalerei.
In dieser Zeit studierten bei ihm zahlreiche Maler wie Moritz Coschell (1872–1943), Anton Burtscher (1887–1987), Josef Floch, Wilhelm Victor Krausz, Kolo Moser, Otto Neustädtl (1878–1962), Alois Penz (1854–1910), Josef Stoitzner, Viktor Tischler oder Karl Tucek (1889–1952). Im Jahr 1897 wurde seine größte Ausstellung mit 230 Werken eröffnet und Rumpler wurde in diesem Jahr auch Ehrenbürger seiner Heimatstadt Tachau. Am 7. Oktober 1898 wurde er Nachfolger des verstorbenen Josef Mathias Trenkwalds als Leiter der Spezialschule für Malerei.
1904 ließ er sich in Klosterneuburg nieder. Seine Genrebilder und die später unter dem Einfluss der Schule von Barbizon impressionistisch betrachteten Landschaften stellte er selten, jedoch mit großem Erfolg aus. Er war Mitbegründer des Klosterneuburger Künstlerbundes, wo er Ausstellungen für moderne Malerei organisierte und junge Künstler förderte, u. a. Egon Schiele. Die Deutsche Gallerie in Prag besaß in einem eigenen Rumpler-Saal zahlreiche seiner Werke.
In seiner Geburtsstadt Tachau wurde bereits 1874 der Hauptaltar der Franziskaner-Klosterkirche von ihm mit einem Bild der Hl. Maria Magdalena ergänzt. Rumpler hielt das Tachauer Franziskanerkloster und die Klosterkirche im Jahre 1895 auch auf einem Ölgemälde fest. 1919 beendete er seine Lehrtätigkeit an der Akademie und zog er sich ganz auf seinen Landsitz zurück.
Rumpler gehörte zu den Entscheidern, die Adolf Hitler die Aufnahme in die Wiener Kunstakademie 1907/1908 verweigerten.
An seinem letzten Wohnort Klosterneuburg war er korrespondierendes Mitglied der Gesellschaft zur Förderung deutscher Wissenschaft, Künste und Literatur in Böhmen, wurde zum Hofrat ernannt und eine Straße erhielt seinen Namen. In Wien wurde 1936 im 16. Bezirk Ottakring ihm zu Ehren der Rumplerweg nach ihm benannt.
Er starb 1922 und fand seine letzte Ruhe in einem Ehrengrab auf dem Wiener Zentralfriedhof (Gruppe 0, Reihe 1, Nummer 90). Sein künstlerischer Nachlass wurde am 1. bis 2. Oktober 1931 in der 409. Auktion des Dorotheums in Wien nach dem Ableben seiner Frau Marie (1860–1929), gemäß ihrer testamentarischen Bestimmung, zu Gunsten Wiener Blindeninstitute versteigert.

## Werke (Auswahl)
- Sterbender heil. Wenzel und Abendmahl
- Heilige Magdalena Kirche in Tachau
- Porträts: Erzherzog Albrecht und Erzherzog Leopold, für die Stiftskaserne in Wien
- 1872: Stiefmutter
- 1873: Mütterlicher Rat
- 1875: Porträt des Juristen Theobald Freiherrn von Rizy
- 1876: Geheimer Schatz
- 1877: Mädchen im roten Kleide
- 1878: Porträt: Die Mutter des Künstlers
- 1881: Kücheninterieur mit dem Schmeichelkätzchen und Schmeichelkätzchen im Salon
- 1882: Porträt: Hofrat von Hochstetter
- 1892: Porträt: Fürsterzbischof Dr. J. Kutschker

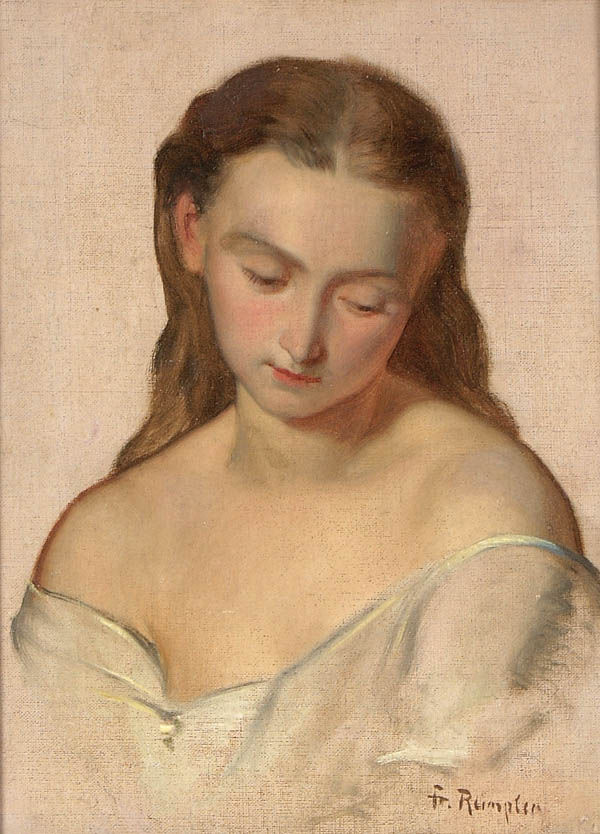
Mädchenbildnis, signiert „Fr. Rumpler“
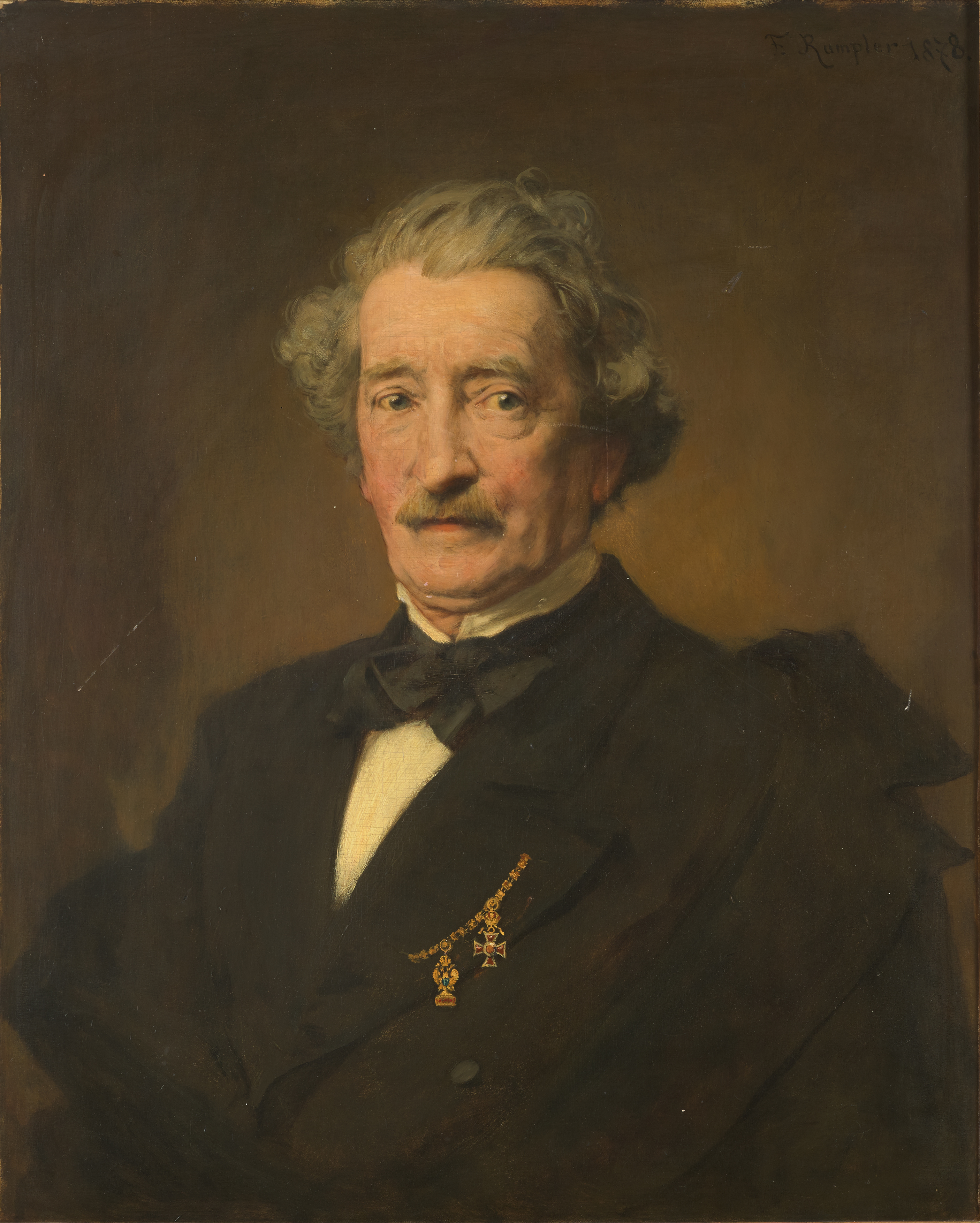
Franz Theobald Freiherr von Rizy
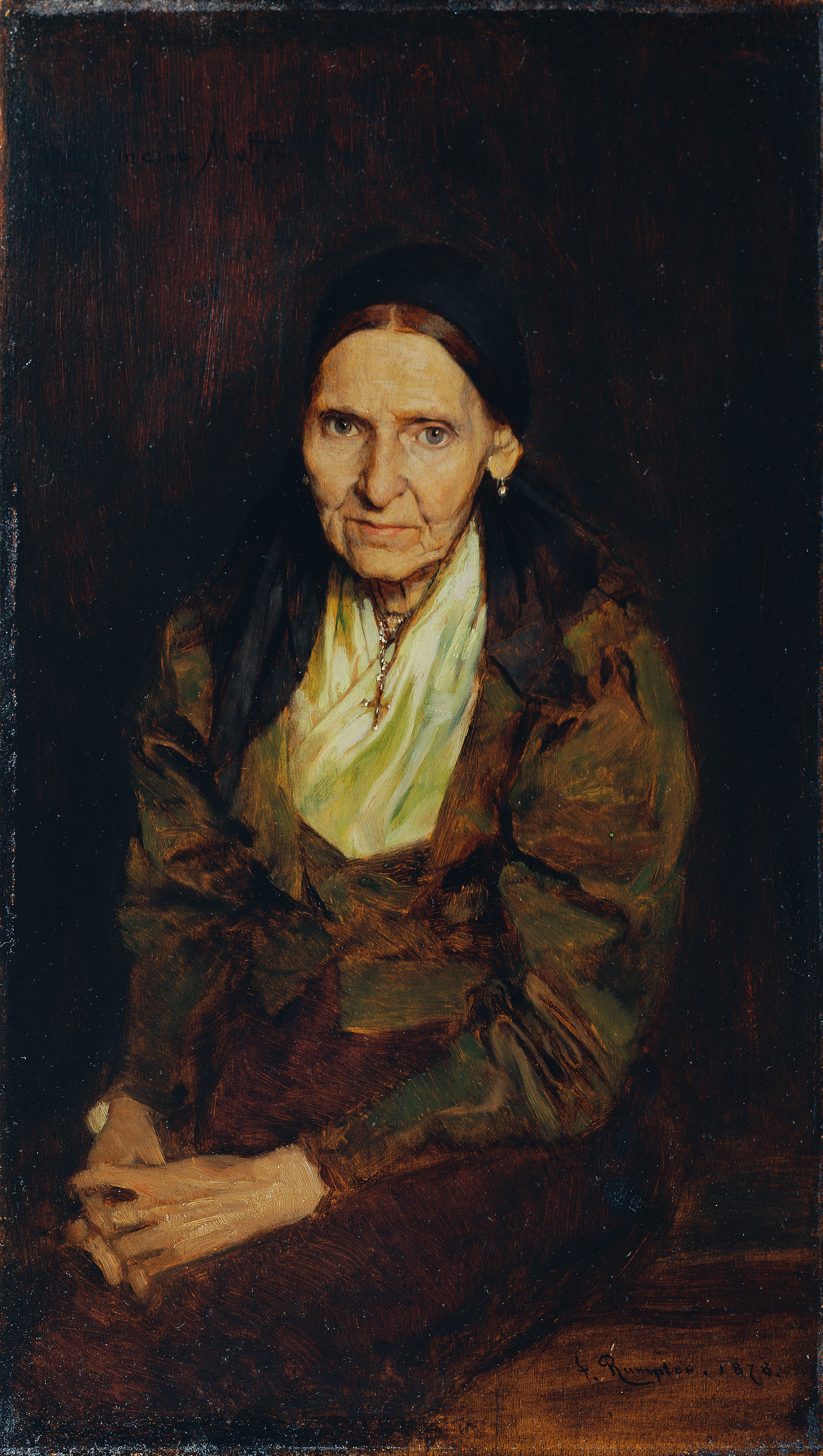
Die Mutter des Künstlers
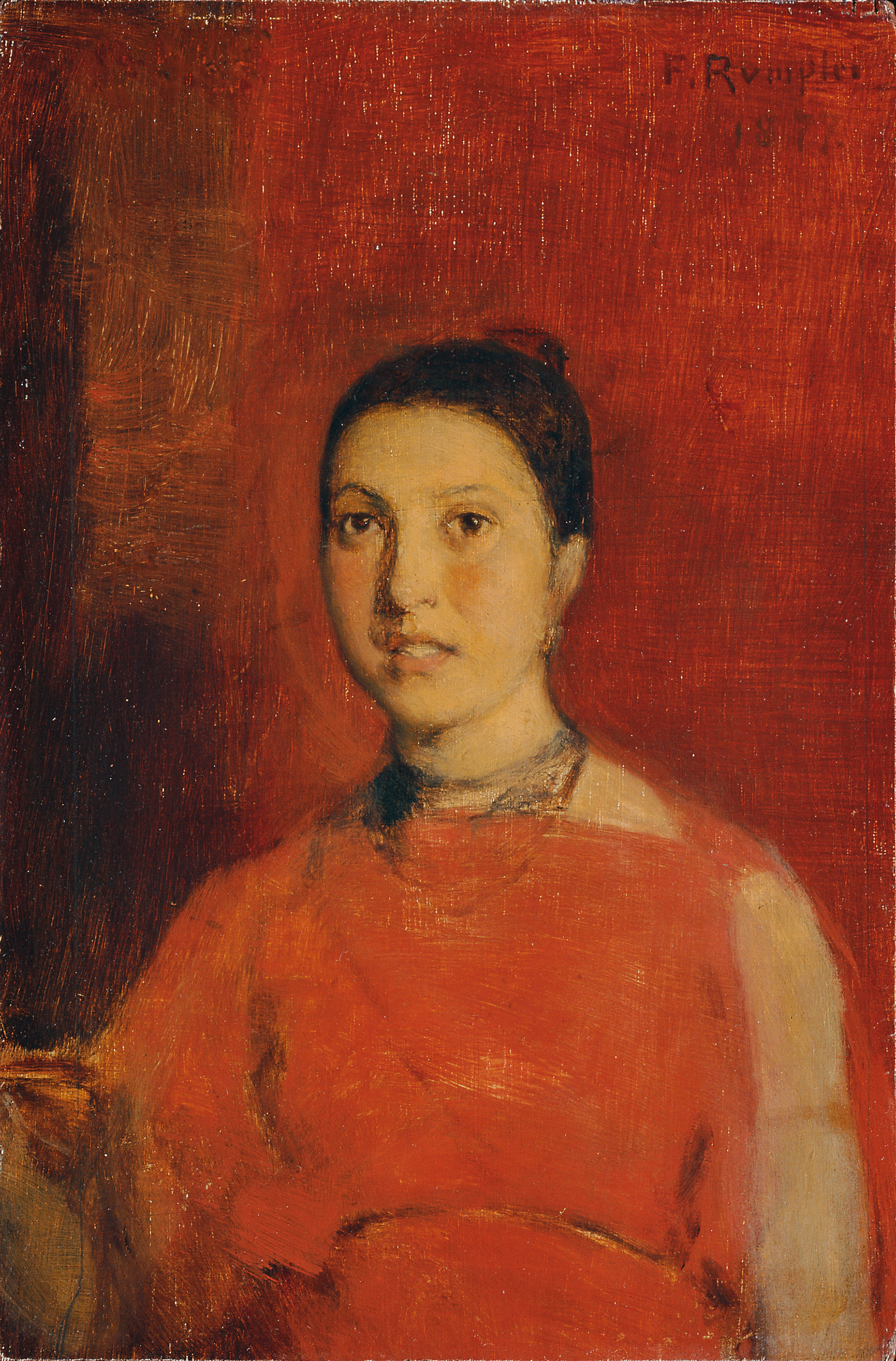
Mädchen in rotem Kleid
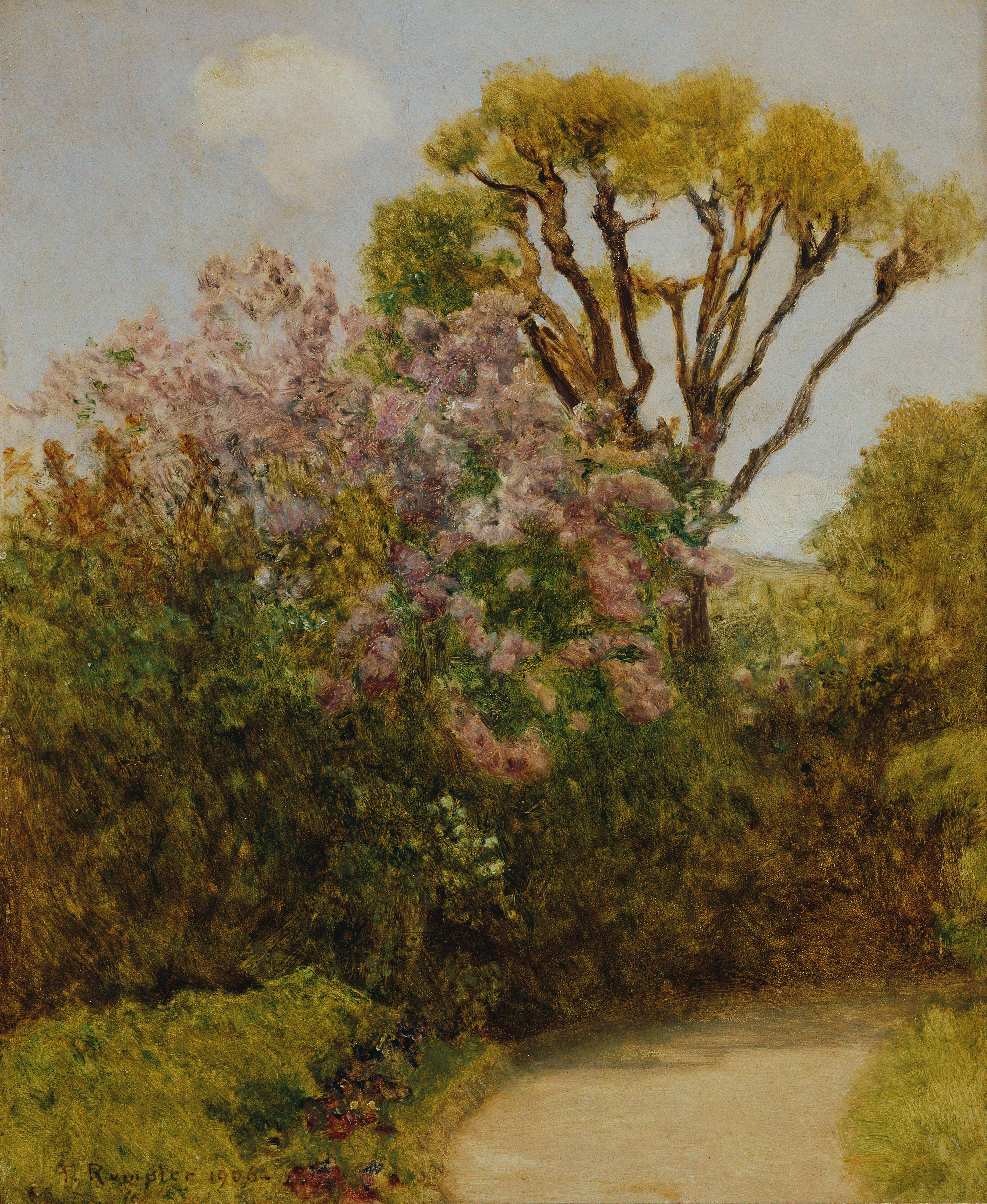
Landschaft

## Ausstellungen (Auswahl)
- Februar 1897: Kollektivausstellung im Wiener Kunstsalon Miethke
- 1913: Internationale Kunstausstellung München. Beteiligung mit 40 Werken.[6]
- 1917: Atelierausstellung in der Akademie
- 1924: Gedächtnisausstellung im Wiener Künstlerhaus

## Auszeichnungen
- 1882: Erzherzog Carl-Ludwig-Medaille
- 30. November 1908: Orden der Eisernen Krone III. Klasse[7]